# Sant Jaume de Sallent (nou)
Sant Jaume de Sallent o el Sagrat Cor és l'església parroquial del nucli de Sallent, al municipi de Pinell de Solsonès (Solsonès), inclosa a l'Inventari del Patrimoni Arquitectònic de Catalunya. Va ser bastida el 1925 per a substituir l'antiga església de Sant Jaume de Sallent que estava en estat ruïnòs.

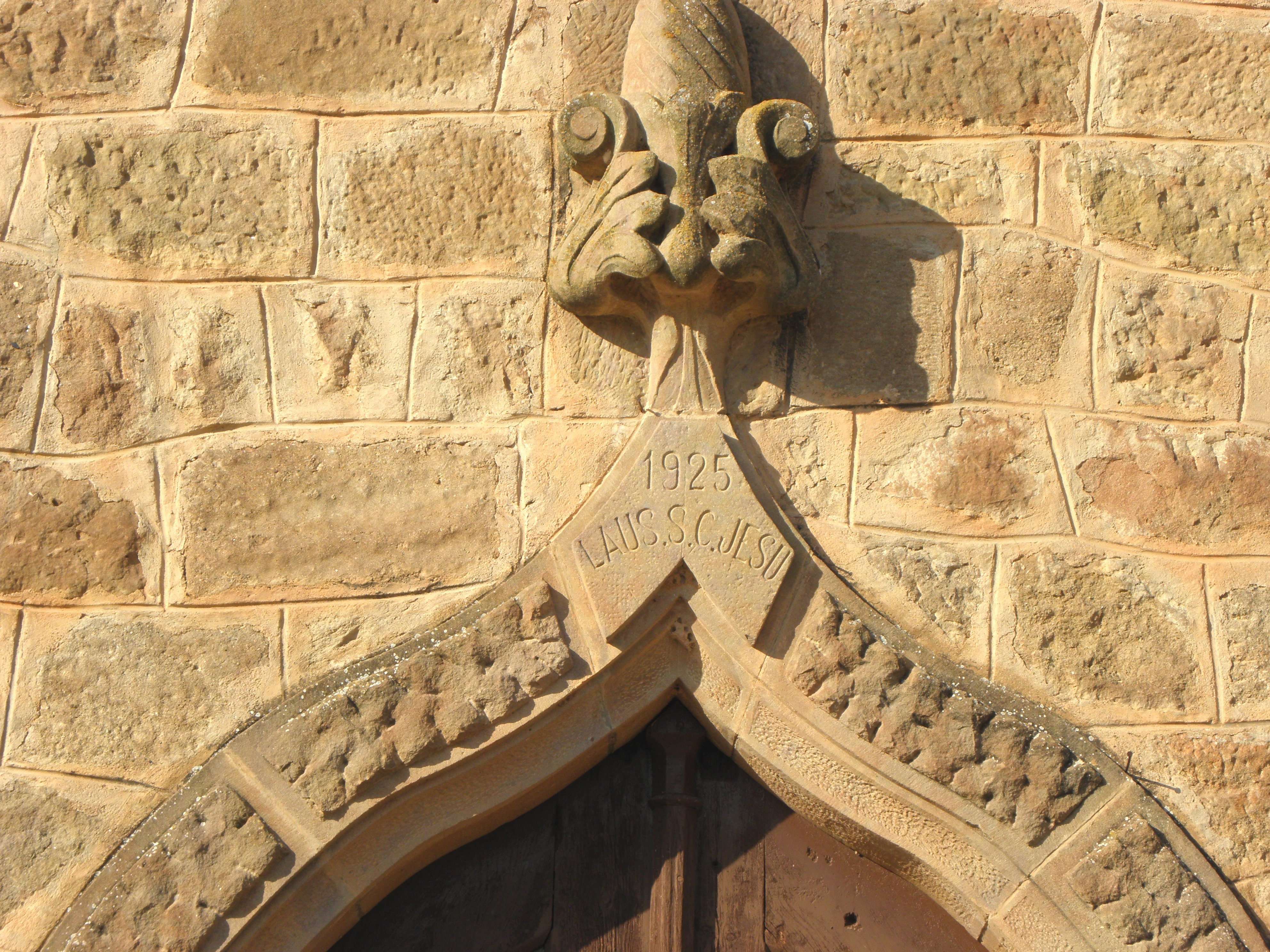
Detall del portal

## Descripció
Església de planta rectangular, adossada a l'antiga rectoria. La porta principal és d'arc d'esquena d'ase, a sobre hi ha un relleu amb la data 1925 i la inscripció "Sans S.C. Jesu" i més amunt hi ha un òcul. La façana està rematada per un campanar de cadireta de dos ulls d'arc apuntat i decorat a la part superior per petits merlets i una creu. Tot el mur està rematat a la part superior per merlets escalonats. El parament a la part inferior fa un sòcol de grans pedres rugoses i la resta del mur és de carreus tallats de forma irregular formant filades més o menys uniformes.